# 함정

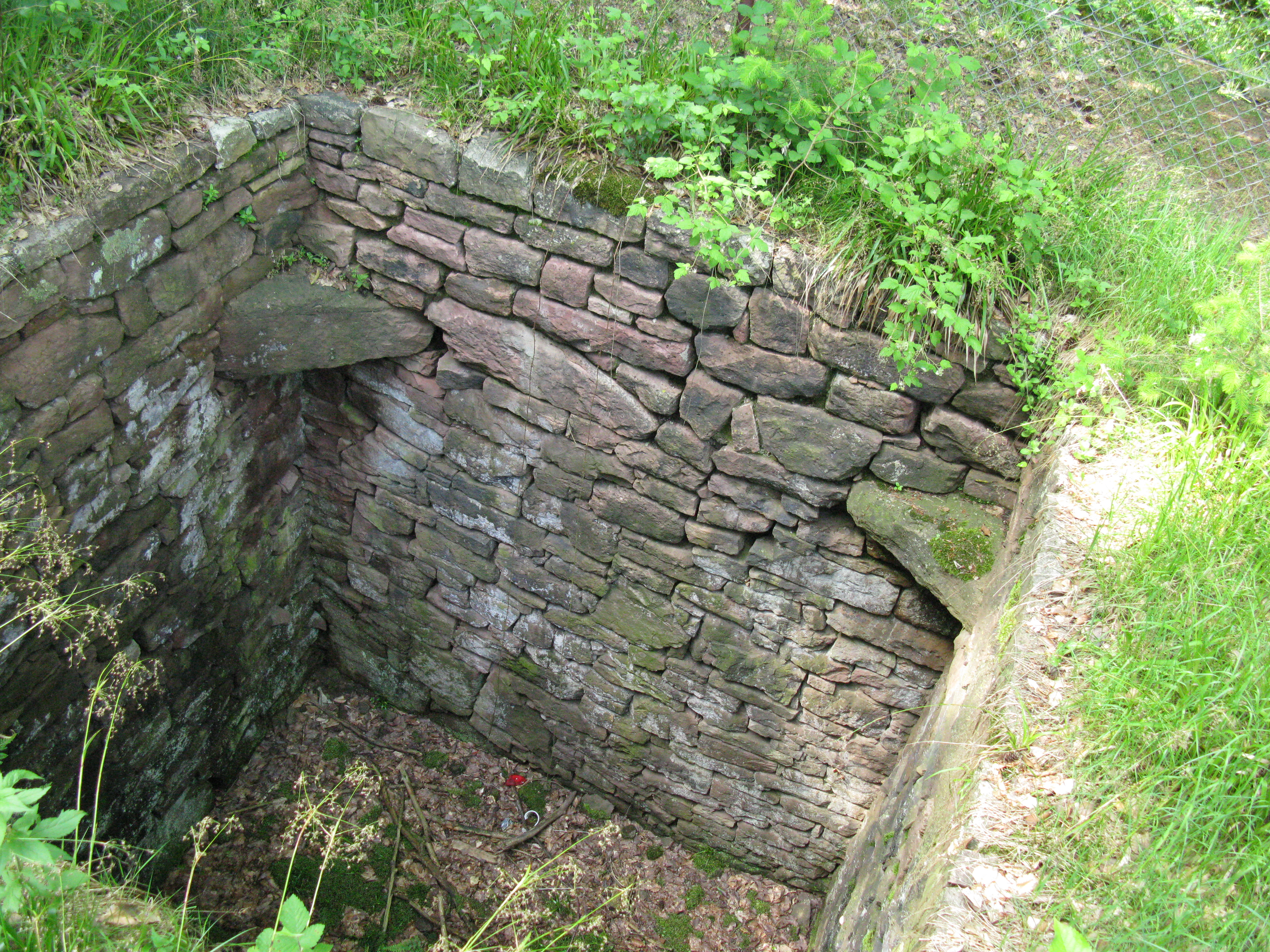
독일 바이에른의 늑대잡이용 허방다리.

함정(陷穽) 또는 허방다리(trapping pits)는 땅속을 깊게 판 다음 은엄폐해서 보이지 않게 만든 덫이다. 가장 간단한 덫으로서 유럽 석기시대의 암각화들을 살펴보면 이때부터 이미 허방다리를 사용한 사슴 사냥이 이루어졌음을 알 수 있다. 스칸디나비아 북부에서 발견된 허방다리들은 크기가 4 × 7 미터에 깊이는 7미터에 이르렀다. 허방다리에 빠진 짐승이 밖으로 빠져나오거나 땅을 파고 도망가는 것을 막기 위해 돌이나 나무로 허방다리 안쪽을 보강하기도 했다. 허방다리에 빠진 짐승은 대개 허방다리 바닥에 설치된 뾰족한 막대기들에 찔려 즉사 또는 실혈사하거나, 이러한 장치가 없을 경우 몇 시간 뒤 덫을 확인하러 온 사냥꾼들에게 잡히게 된다.

## 같이 보기
- 덫
- 함정수사